# بي-800 أونيكس

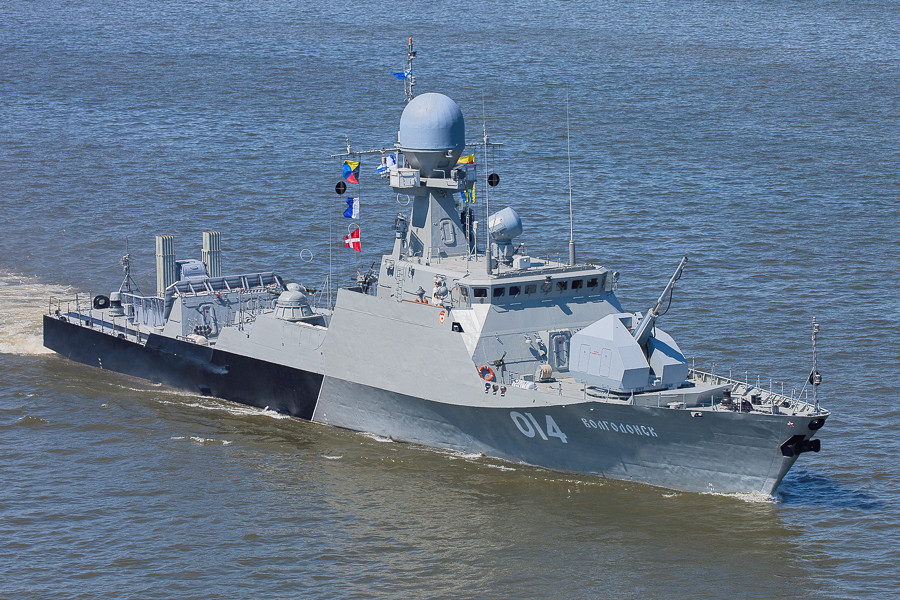
إأحد كورفيتات الفئة بويان المسلحة بصواريخ بي-800 أونيكس

بي-800 أونيكس (الروسية: П-800 Оникс) و (بالإنجليزية: Onyx)، هو صاروخ كروز سوفيتي/روسي أسرع من الصوت مضاد للسفن ويعرف أيضاً في أسواق التصدير باسم ياخونت Yakhont، تطوره شركة NPO Mashinostroyeniya وهو نسخة ramjet -المحرك النفاث التضاغطي- من الصاروخ P-80 Zubr
تعريف جي آر إيه يو للصاروخ هو 3M55، ونسختة التي تُطْلَق من الجو هي Kh-61، أما الاسم الكودي للصاروخ بي-800 أونيكس لدى حلف شمال الأطلسي هو SS-N-26 Strobile. بدأ تطوير الصاروخ رسمياً في عام 1983، وفي التسعينيات اُخْتُبِرَ الصاروخ المضاد للسفن من على متن سفينة. وفي عام 2002، اجتاز الصاروخ مجموعة كاملة من التجارب واُعْتُمِدَ. ويُعد الصاروخ بي-800 أونيكس البديل المتطور للصاروخ بي-270 موسكيت، وربما أيضاً للصاروخ P-700 Granit. كما اُسْتُخْدِم الصاروخ بي-800 أونيكس أيضاً كأساس للصاروخ -أسرع من الصوت- الروسي/الهندي المشترك براهموس.

## الوصف
يقوم الصاروخ برحلتة عن طريق الرفع الإيروديناميكي، ويقع معزز الدافع الصلب الداعم غرفة الاحتراق بالمحرك النفاث التضاغطي ramjet ، ثم يُطْرَد بواسطة تدفق الهواء بعد حرقه.

### المزايا
- نطاق إطلاق خلف الأفق.
- استقلالية كاملة بالاستخدام القتالي (إطلق وأنسى).
- مجموعة من المسارات المرنة («المنخفضة بقشط البحر» و «المشتركة عالية/منخفضة»).
- سرعة فوق صوتية بجميع أطوار الطيران.
- التنسيق الكامل لمجموعة كبيرة من المنصات (سفن سطح وغواصات وقاذفات برية).
- إمكانية استخدام الصاروخ في بيئة إجراءات مضادة إلكترونياً، وكذلك تحت نيران العدو.

## التاريخ العملياتي

### سوريا
في عام 2010، قال سيرجي بريخودكو -كبير مستشاري الرئيس الروسي- إن روسيا تنوي تسليم بي-800 أونيكس إلى سوريا بناء على العقود الموقعة في عام 2007. وقد استقبلت سوريا نظامين صاروخ من طراز باستيون مكون من 36 صاروخًا لكل منهما (72 صاروخًا). وبُثَّ اختبار الصواريخ من قبل التلفزيون السوري الرسمي.
في مايو 2013، واصلت روسيا تسليم الصواريخ المتعاقد عليها إلى الحكومة السورية، مع تزود تلك الصواريخ برادار متقدم لجعلها أكثر فاعلية في مواجهة أي غزو عسكري أجنبي في المستقبل. دُمِّرَ المستودع الذي يحتوي على صاروخ باستيون في غارة جوية إسرائيلية على اللاذقية في 5 يوليو 2013، لكن محللي الاستخبارات الأمريكيين يعتقدون أن بعض الصواريخ قد نُقِلَت قبل الهجوم.
في عام 2016 اُسْتُخْدِمَت صواريخ أونيكس ضد أهداف لتنظيم داعش.

## المواصفات
- الطول: 8.9 متر
- القطر: 0.7 متر
- باع الجناحين: 1.7 متر
- الوزن: 3100 كجم
- السرعة على الارتفاعات: 750 م/ث (2.6 ماخ)
- سرعة السطح: 2 ماخ
- المحرك: نفاث تضاغطي
- المدى (نسخة التصدير): 120 - 300 كم
- المدى (النسخة الروسية): 600 كم
- ارتفاع الطيران من 10000 - 14000 متر
- الرأس الحربي: 250 كجم
- الوقود: الكيروسين T-6

### رأس التوجيه الراداري
- رادار سلبي/نشط أحادي النبض بجميع الأحوال الجوية، مع تردد قافز
- المناعة: عالية، محاكاة نشطة، غيوم ثنائية القطب
- المدى: 50 كم نشط[14]
- حالة البحر: ما يصل إلى 7 نقاط
- وقت الاحماء من لحظة التشغيل: لا يزيد عن 2 دقيقة
- الحد الأقصى لزاوية البحث المستهدف: ± 45 درجة
- وزن التوجيه: 85 كجم

## النسخ
- 3M55 Oniks - النسخة الروسية.
- P-800 Yakhont - النسخة التصديرية (ياخونت).
- P-800 Bolid - نسخة ياخونت تطلق من الغواصات.[15]
- Brahmos براهموس - طُوِّر من قبل الهند وروسيا، على أساس الصاروخ بي-800 أونيكس، وعمل على إنتاجه شركة BrahMos Aerospace Private Limited في الهند.
- Bastion-P باستيون - نظام الصواريخ المحمول للدفاع الساحلي. ودخل الخدمة رسمياً في عام 2015.[16]
- Kh-61 - نسخة الإطلاق من المنصات الجوية (صاروخ جو-سطح).

## منصات الإطلاق

### بعض منصات الإطلاق البحرية
- فرقاطات الفئة أدميرال جريجوروفيتش
- فرقاطات الفئة أدميرال جورشكوف
- كورفيتات (فرقيطات) الفئة بويان
- كورفيتات (فرقيطات) الفئة كاراكورت

### المنصة البرية
البطارية القياسية لمنظومة باستيون للدفاع الساحلي K-300 Bastion-P تتشكل من:

- عدد 4 قاذفات ذاتية الدفع K-340P مع صواريخ 2"Yakhont" (طاقم من 3 أشخاص).

- من 1 إلى 2 مركبات قيادة وسيطرة فئة "ASBU "PBRK ويتكون طاقمها من 5 أفراد.

- سيارة تنبيه أمني واحدة (MOBD).

- عدد 4 مركبات للنقل والتحميل (TLV K342P)

## المشغلون
روسيا

 سوريا : منظومتان من باستيون- P ، تم تسليمها في عام 2011، مع 72 صاروخ.

 إندونيسيا

 فيتنام